# Ljubiša Savić
Ljubiša Savić "Mauzer" Serbio Cirilico: Љубиша  Савић "Mаузер" 11 de agosto de 1958 – 7 de junio de 2000) fue un comandante militar serbiobosnio durante la guerra de bosnia y un político posguerra. el lideró la Garda Panteri durante la guerra. 
Después de la guerra, se volvió jefe de la policía en Bijeljina. fue asesinado en Bijeljina en 2000, debido a la sospecha de violencia de pandillas en la ciudad después de que tres hombres armados dispararan contra su jeep. El primer atentado contra la vida de Savić ocurrió en julio de 1998. Dos ex soldados de la República Srpska, Stojan Maksimović y Vladimir Neretljak, murieron en una explosión frente a su casa. Savić acusó a Momčilo Krajišnik, el entonces líder del Partido Democrático Serbio, y pro-Belgrado elementos de los servicios de seguridad de la entidad de intentar colocar una bomba debajo de su automóvil. Había estado involucrado en campañas anticorrupción y había arrestado a muchas personas corruptas, incluso partidarios de Radovan Karadžić, incluido Joja Tintor. También se sabía que la Garda Panteri había arrestado a contrabandistas durante la guerra de Bosnia que estaban controlados tanto por el SDS como por el gobierno de la República Srpska.